# طيران كازاخستان
طيران كازاخستان (إياتا:9Y ، إيكاو:KZK) كان إحدى شركات الطيران في كازاخستان التي أفلست في عام 2004. واستبدلت بشركة الطيران «طيران أستانا».